# 바 (단위)
바(기호 bar), 데시바(기호 dbar)와 밀리바(기호 mbar, mb)는 압력의 단위이다. SI 단위는 아니지만 널리 사용된다.

## 정의
바, 데시바, 밀리바는 다음과 같이 정의된다.:
- 1 바 (bar) = 100,000 파스칼 (Pa) = 1,000,000 dyn/cm²(다인 매 센티미터 제곱)
- 1 데시바 (dbar) = 0.1 bar = 10,000 Pa = 100,000 dyn/cm²
- 1 밀리바 (mbar) = 0.001 bar = 100 Pa = 1,000 dyn/cm²

(1 파스칼은 1 뉴턴 매 미터 제곱이다.)

## 역사
무게를 뜻하는 그리스어 βάρος 바로스[*]에서 유래하였다. 공식적인 기호는 "bar"이다. 한때 기호를 "b"로 쓴 적이 있으나, 반과 혼동되므로 현재는 쓰이지 않는다. 바와 밀리바는 1919년 네피어 쇼경에 의해 도입되었고, 1929년에 국제적으로 채택되었다.

## 단위의 사용
대기압은 통상적으로 밀리바를 사용하여, "표준" 해수면 압력을 1.01325 바와 같은 1013.25 밀리바(hPa, 헥토파스칼)로 정의한다. 밀리바는 SI 단위계가 아닌데도 불구하고, 아직 기상학 분야에서 대기압을 기술하는 압력 단위로 사용되곤 한다.

## 다른 단위와의 비교
| v • d • e • h | 파스칼 (Pa) | 바 (bar)      | 공학 기압 (at) | 기압 (atm)  | 토르 (Torr)        | 제곱 인치 당 파운드 (psi) |
| ------------- | ----------- | ------------- | -------------- | ----------- | ------------------ | ------------------------- |
| 1 Pa          | ≡ 1 N/m2    | 10−5          | 1.0197×10−5    | 9.8692×10−6 | 7.5006×10−3        | 145.04×10−6               |
| 1 bar         | 100,000     | ≡ 106 dyn/cm2 | 1.0197         | 0.98692     | 750.06             | 14.504                    |
| 1 at          | 98,066.5    | 0.980665      | ≡ 1 kgf/cm2    | 0.96784     | 735.56             | 14.223                    |
| 1 atm         | 101,325     | 1.01325       | 1.0332         | ≡ 1 atm     | 760                | 14.696                    |
| 1 Torr        | 133.322     | 1.3332×10−3   | 1.3595×10−3    | 1.3158×10−3 | ≡ 1 Torr; ≈ 1 mmHg | 19.337×10−3               |
| 1 psi         | 6,894.76    | 68.948×10−3   | 70.307×10−3    | 68.046×10−3 | 51.715             | ≡ 1 lbf/in2               |

## 유니코드 문자
유니코드 문자로는 "mb" (㏔, U+33D4)와 "bar" (㍴, U+3374)가 대응되지만 레거시 아시아 언어 인코딩과의 호환성을 위해서만 존재하며 새로운 문서에 사용할 목적으로 존재하는 것은 아니다.

## 같이 보기
- SI 접두어